# Känguru-Start
Unter dem Känguru-Start versteht man im Segelsport ein spezielles Startverfahren für Yardstick-Regatten.
Auf Grund der herrschenden Windverhältnisse, des ausgelegten Kurses und der Yardstickzahlen der beteiligten Schiffe wird eine durchschnittliche Segelzeit für jedes dieser Schiffe berechnet.
Von einem Boot mit der Yardstickzahl 100 aus – dem so genannten Null-Boot – werden dann die Zeitzuschläge oder Zeitabschläge für jedes Boot ermittelt, um die sich die Startzeit vom Null-Boot unterscheidet. Das rechnerisch langsamste Boot startet zuerst, dann folgt das zweitlangsamste und so weiter, bis zuletzt das rechnerisch schnellste Boot startet.
Das Verfahren selbst ist bei wechselnden Windverhältnissen sehr unsicher, da die Startzeiten vor der Wettfahrt nach einem Momentanwert berechnet werden, der nach dem Start des ersten Schiffes nicht mehr verändert werden darf. Vorteil dieses Startverfahrens ist, dass entgegen den sonstigen Yardstickregatten nach dem Zieldurchgang die Platzierungen nicht berechnet werden müssen, sondern der Erste im Ziel der Sieger ist.
Der Name Känguru-Start wurde vom ehemaligen Chef-Vermesser des Deutschen Segler-Verbandes Günther Ahlers geprägt. Ahlers lebte von 1968 an rund zehn Jahre in Australien. Bei den fast überall in der Welt üblichen so genannten Mittwochsregatten – in den USA Wednesday Night Race oder salopp Beer Can Race genannt – wendeten die Australier zu diesem Zeitpunkt bereits das Startverfahren an, bei dem das langsamste Boot zuerst startet. 
Nach seiner Rückkehr nach Deutschland führte Ahlers dieses Startsystem auf den Hamburger Regattabahnen ein. Mit Anspielung auf seine Zeit in Australien wurde das System schnell als „das System von dem Känguru“ bekannt, das sich mittlerweile auf den deutschen Regattabahnen etabliert hat und beim Start mit einer grünen Flagge mit einem Känguru angezeigt wird.